# L'Âge d'or (Denis)
Pour les articles homonymes, voir L'Âge d'or.
L'Âge d'or est un polyptyque réalisé par le peintre français Maurice Denis, conservé à Beauvais, au musée de l'Oise.

## Historique
Répondant à une commande d'Alexandre Berthier de Wagram en 1910, Maurice Denis achève le tableau en 1912. Cet ensemble est destiné à décorer l'escalier d'un hôtel particulier parisien situé rue de Monceau. 
Exposé au Salon de la Société Nationale des Beaux Arts en 1912, il connaît un grand retentissement dans la presse spécialisée et est considéré comme la pièce maîtresse du salon. 
Depuis son acquisition en 1979, l'œuvre fait partie des collections du musée de l'Oise qui conserve par ailleurs plusieurs travaux préparatoires.

## Caractéristiques
Il s'agit d'une idylle représentant l'Âge d'or à travers un plafond et cinq panneaux intitulés La Plage, La Vallée, Les Colombes, La Treille et La Source, des panneaux que l'artiste a exécutés à la peinture à l'huile sur des toiles collées sur contreplaqué. 